# Вейверлі (Вірджинія)
Вейверлі (англ. Waverly) — місто (англ. town) в США, в окрузі Сассекс штату Вірджинія. Населення — 1955 осіб (2020).

## Географія
Вейверлі розташоване за координатами 37°2′2″ пн. ш. 77°5′44″ зх. д. / 37.03389° пн. ш. 77.09556° зх. д. (37.034024, -77.095596).  За даними Бюро перепису населення США в 2010 році місто мало площу 7,99 км², уся площа — суходіл.

## Демографія
Згідно з переписом 2010 року, у місті мешкало 2149 осіб у 824 домогосподарствах у складі 546 родин. Густота населення становила 269 осіб/км².  Було 936 помешкань (117/км²).
Расовий склад населення:
| - 64,8 % — чорних або афроамериканців - 30,3 % — білих - 0,5 % — азіатів - 3,2 % — осіб інших рас |

До двох чи більше рас належало 1,2 %. Частка іспаномовних становила 3,9 % від усіх жителів.
За віковим діапазоном населення розподілялося таким чином: 21,3 % — особи молодші 18 років, 58,8 % — особи у віці 18—64 років, 19,9 % — особи у віці 65 років та старші. Медіана віку мешканця становила 44,5 року. На 100 осіб жіночої статі у місті припадало 88,7 чоловіків;  на 100 жінок у віці від 18 років та старших — 88,0 чоловіків також старших 18 років.
Середній дохід на одне домашнє господарство  становив 49 229 доларів США (медіана — 34 934), а середній дохід на одну сім'ю — 53 670 доларів (медіана — 38 646). За межею бідності перебувало 29,5 % осіб, у тому числі 41,9 % дітей у віці до 18 років та 9,9 % осіб у віці 65 років та старших.
Цивільне працевлаштоване населення становило 460 осіб. Основні галузі зайнятості: освіта, охорона здоров'я та соціальна допомога — 21,5 %, роздрібна торгівля — 12,8 %, науковці, спеціалісти, менеджери — 11,5 %, виробництво — 10,7 %.